# ایجی شیرای
ایجی شیرای (انگلیسی: Eiji Shirai؛ زادهٔ ۲۶ مهٔ ۱۹۹۵) بازیکن فوتبال اهل ژاپن است.